# 闞鐸
阚铎（1875年—1934年），字霍初，号无冰，安徽合肥人。中华民国及满洲国官员、古建筑学家。

## 生平
阚铎1902年受张之洞选派从湖北去日本留学，毕业于日本东亚铁路学校建築科，又转到日本高等警察学校学习。归国后，曾担任湖广总督文案、湖北布政使司秘书、江苏提法司科长。1912年受交通部叶恭绰邀請，加入交通部。1914年任北京政府交通部秘书。1916年外放为京绥铁路管理局副局长，1917年任吉长铁路管理局局长，1918年任齐齐哈尔铁路管理局局长，后任交通部赈灾委员会主任，1919年任四洮铁路管理局局长，1924年任全国烟酒事务署秘书。1925年，任临时参政院参政。他在1924年12月至1925年2月间还短暂担任过胶济铁路管理局局长。1926年任汉粤川铁路督办、临时参政院参政、内务部秘书。1927年出任国民政府司法部总务厅厅长。他还出任东北铁路局技师。
应国立故宫图书馆馆长傅增湘之聘，于1929年擔任故宫博物院专门委员。1920年代，與陶湘、傅增湘等人受朱启钤委托在朱启钤发现《营造法式》宋版后进行校勘，以陶湘的名义出版，即陶版《营造法式》三十六卷本（天津：武进陶氏刊印，1925）。1925年，阚铎加入朱启钤、叶恭绰组织成立的“中国营造学会”(1925-1929)，任文献部主任，负责开展古籍整理与研究工作。1930年，阚铎加入朱启钤創立的中国营造学社，任中国营造学社的第一任文献部主任，将“陶本”宋李誡《营造法式》（武进陶氏刊印，1925）与“四库本”、“丁本”（清末藏书家丁丙的八千楼抄本）重新校对，写就《仿宋重刊〈营造法式〉校记》。阚铎曾为编纂《营造辞汇》而赴日本访问日本术语委员会会长笠原敏郎等，并撰《营造词汇纂辑方式之先例》、《参观日本建筑术语词典编纂委员会记事》 等学术论文。他和日本籍中国营造学社社员松崎、桥川时雄等交往密切。1931年，依照日本内閣文庫藏有的明全刻本，並比照陶湘重版的北平圖書館的明刻本（缺第三卷），完成明計成《園冶》的校對工作，寫就《〈园冶〉识语》一文，阚氏《園冶》校注本于1932年由中国营造学社出版，又于1933年由大连右文阁书店刊印（后由日本造園學家上原敬二在日本重版為《園冶：解説》，1975）。
1931年九一八事变后，阚铎于10月辞去了营造学社的职务，出任东北交通委员会委员，後任满洲国奉山铁路局（奉天至山海关）局长、四洮铁路（吉林四平至洮南）管理局局长、沈阳铁路管理局局长。后来，阚铎在满日文化协会做动员学者工作，投身建设博物馆、复制古书、保存国宝建造物事业，曾为伊东忠太、关野贞从事热河研究进行准备工作，为关野贞1930年代的中国古建筑考察提供支持（载关野贞《中国古代建筑与艺术》），为日本殖民做出贡献。1934年，阚铎逝世。
曾收藏汪由敦等繪《圓明園殘頁二十三幅》（清乾隆刻本）並作跋，戴熙《山水画册》、张盘（又张槃、張柞枝，字小蓬）《观世音画像》。向国立奉天图书馆捐赠大量书籍（载馆刊《故阚铎氏寄赠书目》，1934），该馆刊有《营造法式校勘记》（可能亦与阚铎相关）。
阚铎师从光緒十八年（1892年）壬辰科进士王仁俊和内务府汉军旗科举人、词人画家、清政府驻日本学监李孺（原名李寶巽，字子申），并为其出版文集诗集。为王伯恭（入张之洞、袁世凯幕府，曾任朝鲜政府顾问）出版《蜷庐随笔》五卷（1932）并作《王伯恭先生传略》。

## 著作与代表文章
- （清）张潮 (清朝)著，阚铎校，《幽梦影》，校者印，1919年。
- 《〈红楼梦〉抉微》，无冰阁，1924年；天津大公报馆刊行，1925年。
- 《无冰阁诗》，诗作多见于《辽东诗坛》。
- 《阚氏故实》三卷附手札一通，孙中山序，孝谨堂铅印本，1924年。
- 參與校對陶湘版（宋）李诫《营造法式》三十六卷本（天津：武进陶氏刊印，1925年）。
- （明）計成著，阚铎校，《園冶》（中国营造学社刊印，1932年）。
- 《金石考工录》，桥川时雄代印，1936年（桥川时雄，日籍中国营造学社社员，曾主持中日文双语刊物《文字同盟》，主持编撰《续修四库全书总目提要》）。
- 朱启钤、阚铎，“元大都宮苑圖考”、《哲匠录》、《髹漆录》（又《髹饰录》，1927）、《存素堂丝绣录》（1928）。朱启钤收藏的古代丝绣艺术品（现藏辽宁省博物馆），后来编入日本出版的大型精美图册《篡组英华》（1935）。
- “仿宋重刊《營造法式》校記”（《中国营造学社汇刊》，第一卷第一册，1930年7月）。
- “《营造词汇》纂辑方式之先例”。
- “参观日本《现代常用建筑术语辞典》编纂委员会纪事”。
- “《工段营造录》识语”（1931）。
- “《园冶》识语”（《中国营造学社汇刊》，第二卷第三册，1931年11月）。
- “《花镜》识语”（失傳）。
- “（野崎诚近）《吉祥图案题解》序”，1928年。
- “《清内府藏刻丝绣线书画录》识语”，1930年7月。
- 整理、修訂並作跋，徐润《上海杂记》，香山徐氏铅印本，1927年。
- 《女紅傳徵畧》，朱启钤辑，阚铎校。

## 家庭
- 祖父闞鳳樓（字仲韩，1820-1878），贡生，官奉贤县（今上海奉贤区）知县，著《六友山房诗集》、《新疆大記》六卷（进士王仁俊序，孙儿阚铎作卷首并校印，武昌存古学堂铅印本，1907；受阚铎之托，清史馆总纂吴廷燮编纂增补版《新疆大记补编》，1935）。